# گروسهاسلاخ
گروسهاسلاخ (به آلمانی: Großhaslach) یک منطقهٔ مسکونی در آلمان است که در پترساوراخ واقع شده‌است. گروسهاسلاخ ۸۴۹ نفر جمعیت دارد.